# Borivske, Șarhorod
Borivske (în ucraineană Борівське) este un sat în comuna Hîbalivka din raionul Șarhorod, regiunea Vinnița, Ucraina.

## Demografie
Componența lingvistică a localității Borivske
     Ucraineană (100%)
Conform recensământului din 2001, toată populația localității Borivske era vorbitoare de ucraineană (100%).